# Cannonball Express
Cannonball Express è un film statunitense del 1932 diretto da Wallace Fox con lo pseudonimo di Wallace W. Fox.